# Li-Fi
Li-Fi (tiếng Anh: light fidelity) là một từ được phổ biến từ năm 2011 bởi giáo sư Đức Harald Haas tại University of Edinburgh cho một kỹ thuật đang được nghiên cứu để truyền tải dữ liệu quảng đường ngắn bằng ánh sáng khả kiến (có thể thấy được bằng mắt người). Li-Fi vì vậy là một mạng không dây với kỹ thuật ánh sáng khả kiến tương tự như Wi-Fi sử dụng sóng vô tuyến.
Một thử nghiệm tại 1 văn phòng ở Tallinn, Estonia ghi nhận được tốc độ truyền tải dữ liệu thông qua Li-Fi vào mức 224 Gigabyte mỗi giây, nhanh hơn wifi 100 lần

## Kỹ thuật
Li-Fi sử dụng công nghệ truyền dẫn bằng ánh sáng nhìn thấy (Visible light communication (VLC)) để truyền đi những tín hiệu ánh sáng nằm trong dải tần số từ 400 tới 800 TeraHertz. Các mã nhị phân được truyền đi dưới dạng ánh sáng bằng cách gửi 2 trạng thái bật đèn và tắt đèn đến điểm đích, trong vòng nano giây (10−9 or 1/1,000,000,000 s), quá nhanh để có thể nhận ra bằng mắt thường. Hai trạng thái bật tắt này sẽ tương đương với 2 số 0 và 1 của hệ nhị phân.

## Ưu điểm và hạn chế
So với truyền tải bằng sóng vô tuyến, truyền tải bằng ánh sáng sẽ có được một dung lượng, cũng như tốc độ truyền tải dữ liệu lớn hơn nhiều (Trong phòng thí nghiệm đã đạt được 224 GB/giây) 
Hạn chế lớn nhất của Li-Fi có lẽ là tính đâm xuyên của nó. Trong các điều kiện văn phòng hoặc căn hộ bình thường, ánh sáng khó mà truyền liên tục từ phòng này sang phòng khác, vì nó không thể đi xuyên qua tường. Tuy nhiên đối với những người có nhu cầu bảo mật cao, điều này chắc chắn được xem là một lợi thế.